# St Helen’s Church (Old Cambus)

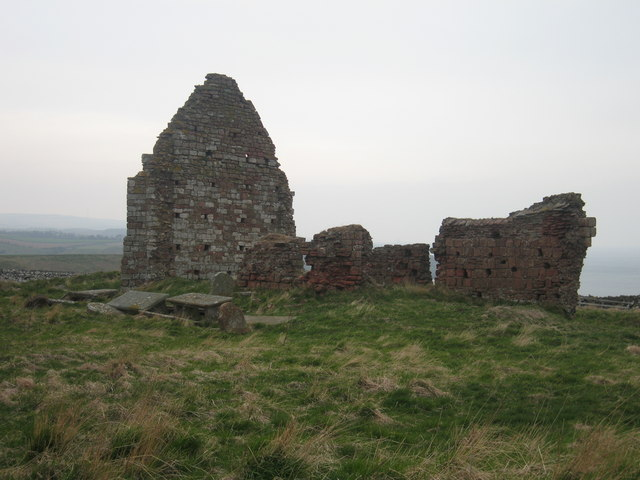
St. Helen’s Church

Die 1936 unter Schutz gestellte St Helen’s Church in Old Cambus (auch St Helen-on-Lea oder Aldcambus schottisch-gälisch Allt-camus – deutsch „Strom der Bucht“ genannt) ist eine Kirchenruine mit rechteckigem Grundriss von Kirchenschiff und Chor, der deutlich schmaler als das Schiff ist. Die Kirche liegt nahe der Nordsee in den Scottish Borders in Berwickshire  in Schottland und stammt größtenteils aus dem 12. mit Änderungen aus dem 15. Jahrhundert. 1971 wurde das Bauwerk in die schottischen Denkmallisten in der Denkmalkategorie A aufgenommen. Diese Einstufung wurde 2016 aufgehoben. Die Ruinen der St Helen’s Church liegen inmitten eines Friedhofs etwa drei Kilometer westlich von Cockburnspath. Die Kirchenruine ist als Scheduled Monument klassifiziert.

## Beschreibung
Die Reste bestehen aus einem Schiff von 10,6 × 5,3 m und einem Chor von 4,7 × 3,4 m. Die Ost- und Südwände des Chores überleben nur am Boden, während die Nordwand noch 3,0 bis 4,0 m hoch ist. Teile der Nord- und Südwände des Schiffs stehen 1,0 bis 2,0 m hoch an. An den Westenden der Nord- und Südwand können grobe Öffnungen die Position von Portalen anzeigen. Die Südwand enthält die Reste zweier gewölbter Vertiefungen, die vielleicht Grabnischen waren. Der Westgiebel ist fast vollständig erhalten. Chor und Schiff hatten vermutlich ein Tonnengewölbe. Die Südmauer des Schiffs wurde später auf der Innenseite verdickt, was die Frage aufwirft, ob ein Kraggewölbe Teil des Gebäudes war. Frühe Zeichnungen der erhaltenen Teile der Struktur zeigen, dass der Chor Bogenkapitelle, eine geschmücktes Gurtgesims und ein einfach gekerbtes Ostfenster hatte. Die Pfosten des Chores bestanden aus einer zentralen Halbrolle, die beidseitig von kleineren flankiert wurde. Die Westwand des Kirchenschiffs hat mehrere mit Muscheln verzierte Steine.

## Geschichte
Um 1098 wurde Aldcambus (und anderen Orte) von Étgar mac Maíl Choluim oder Edgar Ætheling der Kirche von St Cuthbert in Durham übereignet. Aber in keinem der frühen Dokumente wird eine Kirche erwähnt. Die erste Erwähnung der Kirche erscheint um 1200, als Roger de Beaumont, Bischof von St. Andrews, dem Priorat von Durham mehrere Kirchen in der Diözese St. Andrews, einschließlich Aldcambus, übertrug. Um 1556 scheint die Kirche bereits in einem bedenklichen Zustand gewesen zu sein. 1610 wurde die Pfarrei von Aldcambus an die von Cockburnspath angeschlossen. Wahrscheinlich vor 1750 lag die Kirche bereits in Trümmern. Bis 1848 blieben aber dekorierte Bereiche der Kirche erhalten und wurden von Thomas S. Muir gezeichnet, aber bald darauf zerstört. Zu dieser Zeit war der Boden in und um die Kirche beträchtlich gestiegen und im frühen 20. Jahrhundert wurden Ausgrabungen durchgeführt, um die Grundrissmerkmale zu entdecken. Seitdem hat die Vegetation die meisten erhaltenen Steine wieder bedeckt.

## Hogbacks
Der Friedhof enthält eine Anzahl von Grabmonumenten, von denen die meisten südlich der Kirche liegen. Von Bedeutung sind zwei Fragmente eines Hogback und ein intakter Hogback. Der intakte Hogback hat eine Seite, die dreigeteilt ist und jeweils ein Tier zeigt, während die andere Seite, mit drei Reihen von Schindeln, extrem abgenutzt ist. Der fragmentarische Hogback ist ähnlich dekoriert. Auf der einen Seite sind Schnitzereien von Tieren zu sehen, auf der anderen Reihen von halbkreisförmigen Dachziegeln. Beide stammen vermutlich aus dem 11. Jahrhundert.